# 1997-es Daytona 500
Az 1997-es Daytona 500 volt a verseny 39. kiírása 1959 óta, és az 1997-es Winston Cup Series első versenye. A versenyre február tizenhatodikán került sor a 2,5 mérföld (4 kilométer) hosszú Daytona International Speedwayen.
A pole-pozíciót Mike Skinner szerezte meg, míg a versenyt Jeff Gordon nyerte, aki ezzel a Daytona 500 történetének legfiatalabb győztese lett. Érdekesség, hogy Gordonon kívül a második és a harmadik helyet is a Hendrick Motorsports pilótái, Terry Labonte és Ricky Craven szerezték meg.

## Versenyzőkkel és csapatokkal kapcsolatos információk
- Felix Sabates (Joe Nemechek autójának tulajdonosa) egy második autót is indított, melynek volánjánál Phil Barkdoll ült.
- A Remington Arms eredetileg Rick Mast autóját szponzorálta, azonban miután Mast nem kvalifikálta magát a versenyre, áttették matricáikat Loy Allen Jr. #19-es Fordjára.
- Robert Pressley autója a 10. körben részben a levegőbe emelkedett és egy ideig az orrán csúszott. Az autó súlyosan megsérült, de megjavították, azonban Pressley nem tudott visszaülni az autóba, helyette Todd Bodine tette meg a rendelkezésre álló köröket.
- A versenyt sárga zászló alatt fejezték be, miután a 196. körben tizenhárom autó ütközött.
- A Hendrick Motorsports versenyzői a dobogó mindhárom pozícióját kisajátították.
- Jeff Gordon a verseny történetének addigi legfiatalabb győztese lett huszonöt évesen. Az előző rekordot Richard Petty tartotta, aki 1964-ben huszonhat volt, Gordon rekordját pedig 2011-ben Trevor Bayne döntötte meg, aki húszéves volt győzelme alkalmával.

## Végeredmény
| Poz. | Rajtrács | #  | Versenyző             | Csapat                       | Autó      | Körök | Körök az élen | Megjegyzés            |
| --- | -------- | -- | --------------------- | ---------------------------- | --------- | ----- | ------------- | --------------------- |
| 1 | 6        | 24 | Jeff Gordon           | Hendrick Motorsports         | Chevrolet | 200   | 40            |                       |
| 2 | 18       | 5  | Terry Labonte         | Hendrick Motorsports         | Chevrolet | 200   | 0             |                       |
| 3 | 40       | 25 | Ricky Craven          | Hendrick Motorsports         | Chevrolet | 200   | 0             |                       |
| 4 | 8        | 94 | Bill Elliott (Gy)     | Bill Elliott Racing          | Ford      | 200   | 30            |                       |
| 5 | 9        | 4  | Sterling Marlin (Gy)  | Morgan-McClure Motorsports   | Chevrolet | 200   | 8             |                       |
| 6 | 21       | 37 | Jeremy Mayfield       | MK Racing                    | Ford      | 200   | 0             |                       |
| 7 | 11       | 6  | Mark Martin           | Roush Racing                 | Ford      | 200   | 52            |                       |
| 8 | 17       | 22 | Ward Burton           | Bill Davis Racing            | Pontiac   | 200   | 0             |                       |
| 9 | 13       | 10 | Ricky Rudd            | Rudd Performance Motorsports | Ford      | 200   | 0             |                       |
| 10 | 22       | 17 | Darrell Waltrip (Gy)  | Darrell Waltrip Motorsports  | Chevrolet | 200   | 0             |                       |
| 11 | 23       | 99 | Jeff Burton           | Roush Racing                 | Ford      | 200   | 0             |                       |
| 12 | 1        | 31 | Mike Skinner (Ú)      | Richard Childress Racing     | Chevrolet | 200   | 1             |                       |
| 13 | 41       | 16 | Ted Musgrave          | Roush Racing                 | Ford      | 200   | 0             |                       |
| 14 | 30       | 44 | Kyle Petty            | PE2 Motorsports              | Pontiac   | 200   | 0             |                       |
| 15 | 39       | 43 | Bobby Hamilton        | Petty Enterprises            | Pontiac   | 200   | 0             |                       |
| 16 | 20       | 40 | Robby Gordon          | SABCO Racing                 | Chevrolet | 200   | 0             |                       |
| 17 | 24       | 71 | Dave Marcis           | Marcis Auto Racing           | Chevrolet | 200   | 0             |                       |
| 18 | 37       | 11 | Brett Bodine          | Brett Bodine Racing          | Ford      | 200   | 0             |                       |
| 19 | 28       | 8  | Hut Stricklin         | Stavola Brothers Racing      | Ford      | 200   | 0             |                       |
| 20 | 5        | 28 | Ernie Irvan (Gy)      | Robert Yates Racing          | Ford      | 200   | 13            |                       |
| 21 | 15       | 18 | Bobby Labonte         | Joe Gibbs Racing             | Pontiac   | 200   | 0             |                       |
| 22 | 36       | 81 | Kenny Wallace         | FILMAR Racing                | Ford      | 200   | 0             |                       |
| 23 | 3        | 88 | Dale Jarrett (Gy)     | Robert Yates Racing          | Ford      | 200   | 0             |                       |
| 24 | 35       | 9  | Lake Speed            | Melling Racing               | Ford      | 199   | 0             | +1 kör                |
| 25 | 32       | 98 | John Andretti         | Cale Yarborough Motorsports  | Ford      | 198   | 0             | +2 kör                |
| 26 | 33       | 19 | Loy Allen, Jr.        | TriStar Motorsports          | Ford      | 198   | 0             | +2 kör                |
| 27 | 38       | 73 | Joe Nemechek          | Barkdoll Racing              | Chevrolet | 196   | 0             | Kiesés, 4. kanyar     |
| 28 | 16       | 30 | Johnny Benson         | Bahari Racing                | Pontiac   | 195   | 0             | Kiesés, 4. kanyar     |
| 29 | 42       | 1  | Morgan Shepherd       | Precision Products Racing    | Pontiac   | 195   | 0             | Kiesés, 4. kanyar     |
| 30 | 27       | 90 | Dick Trickle          | Donlavey Racing              | Ford      | 195   | 0             | Kiesés, 4. kanyar     |
| 31 | 4        | 3  | Dale Earnhardt        | Richard Childress Racing     | Chevrolet | 195   | 48            | +5 kör                |
| 32 | 12       | 21 | Michael Waltrip       | Wood Brothers Racing         | Ford      | 188   | 5             | +12 kör               |
| 33 | 10       | 33 | Ken Schrader          | Andy Petree Racing           | Chevrolet | 173   | 0             | +27 kör               |
| 34 | 25       | 7  | Geoff Bodine (Gy)     | Geoff Bodine Racing          | Ford      | 148   | 0             | +52 kör               |
| 35 | 7        | 23 | Jimmy Spencer         | Travis Carter Enterprises    | Ford      | 146   | 0             | +54 kör               |
| 36 | 29       | 36 | Derrike Cope (Gy)     | MB2 Motorsports              | Pontiac   | 124   | 0             | Kiesés, hátsó egyenes |
| 37 | 34       | 20 | Greg Sacks            | Ranier-Walsh Racing          | Ford      | 120   | 3             | Kiesés, hátsó egyenes |
| 38 | 31       | 77 | Bobby Hillin, Jr.     | Jasper Motorsports           | Ford      | 111   | 0             | Motorhiba             |
| 39 | 19       | 29 | Robert Pressley       | Diamond Ridge Motorsports    | Chevrolet | 91    | 0             | Kiesés, hátsó egyenes |
| 40 | 2        | 41 | Steve Grissom         | Larry Hedrick Motorsports    | Chevrolet | 88    | 0             | Kiesés, hátsó egyenes |
| 41 | 14       | 2  | Rusty Wallace         | Penske Racing South          | Ford      | 47    | 0             | Motorhiba             |
| 42 | 26       | 46 | Wally Dallenbach, Jr. | SABCO Racing                 | Chevrolet | 32    | 0             | Motorhiba             |
| Nem kvalifikálták magukat |          |    |                       |                              |           |       |               |                       |
| |          | 75 | Rick Mast             | Butch Mock Motorsports       | Ford      |       |               |                       |
| |          | 97 | Chad Little           | Mark Rypien Motorsports      | Pontiac   |       |               |                       |
| |          | 15 | Larry Pearson         | Bud Moore Engineering        | Ford      |       |               |                       |
| |          | 42 | Joe Nemechek1         | SABCO Racing                 | Chevrolet |       |               |                       |
| |          | 78 | Billy Standridge (Ú)  | Triad Motorsports            | Ford      |       |               |                       |
| |          | 96 | David Green (Ú)       | American Equipment Racing    | Chevrolet |       |               |                       |
| |          | 95 | Gary Bradberry (Ú)    | Sadler Brothers Racing       | Chevrolet |       |               |                       |
| |          | 91 | Mike Wallace          | Pro Tech Motorsports         | Chevrolet |       |               |                       |
| |          | 0  | Delma Cowart          | H. L. Waters Racing          | Ford      |       |               |                       |
| |          | 84 | Norm Benning (Ú)      | Norm Benning Racing          | Chevrolet |       |               |                       |
| 1997 Daytona 500 - Racing-Reference.info. [2012. február 19-i dátummal az eredetiből archiválva]. (Hozzáférés: 2012. június 15.) |          |    |                       |                              |           |       |               |                       |
| Megjegyzés: 1. Miután Joe Nemechek nem tudta kvalifikálni magát a versenyre, átült Phil Barkdoll autójába.                       |          |    |                       |                              |           |       |               |                       |

Jelmagyarázat:
- (Ú): Újonc
- (Gy): Korábbi győztes